# نهج فلسطين (سيدي بلعباس)
نهج فلسطين ((بخط التيفيناغ: ⴰⵯⵔⵉⴷⵀ ⵏ ⴼⵉⵍⵉⵙⵜⵉⵏⴻ)، (بالفرنسية: Boulevard de la Palestine)‏) هو أحد شوارع بلدية سيدي بلعباس في ولاية سيدي بلعباس، ويقع في وسط مدينة سيدي بلعباس ضمن القطاع الوهراني.

## التسمية
تمت تسمية هذا النهج أو الفضاء العمومي نسبة إلى فلسطين.

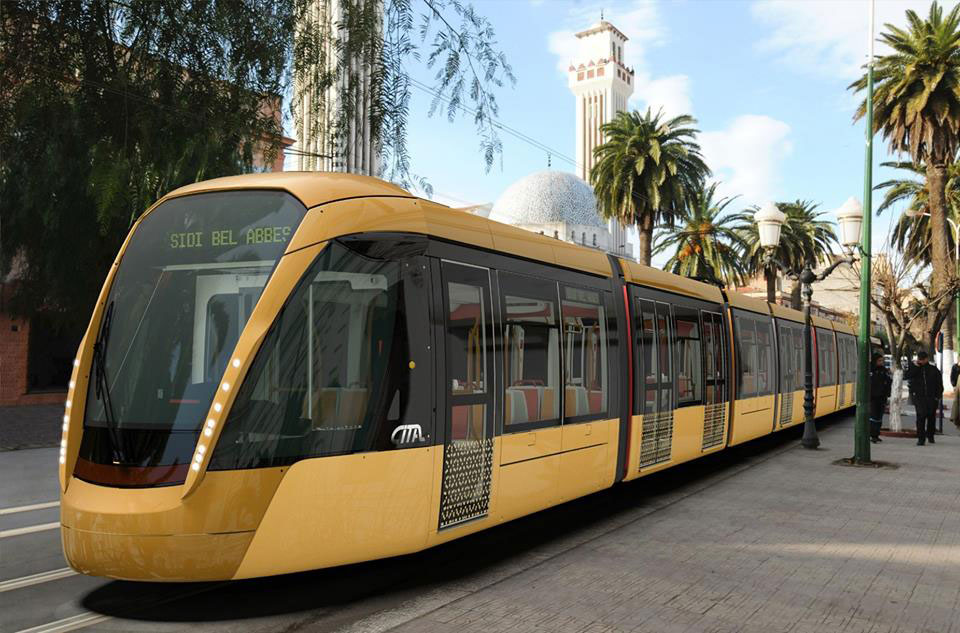
نهج فلسطين قرب ترامواي سيدي بلعباس
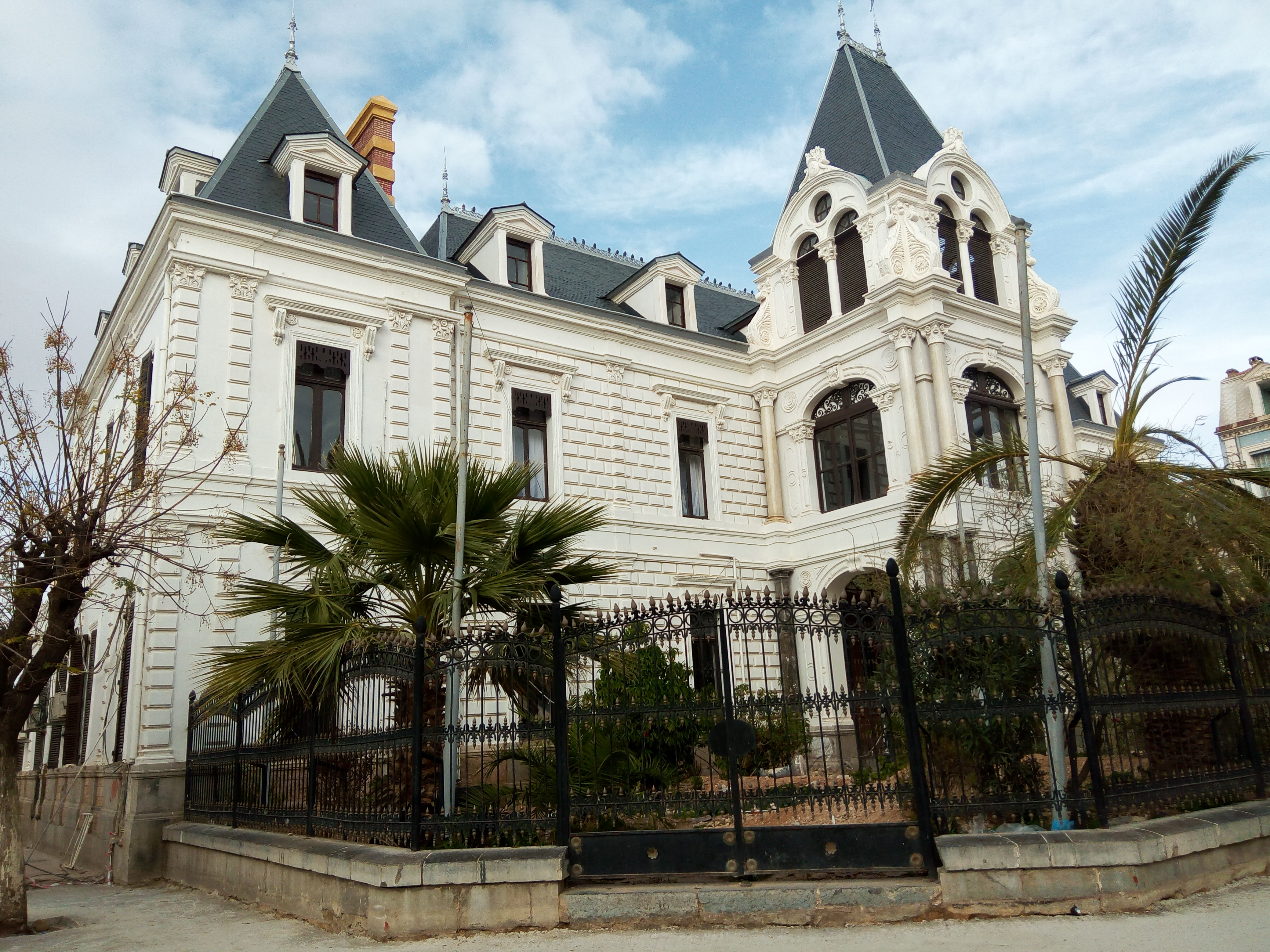
نهج فلسطين قرب بلدية سيدي بلعباس
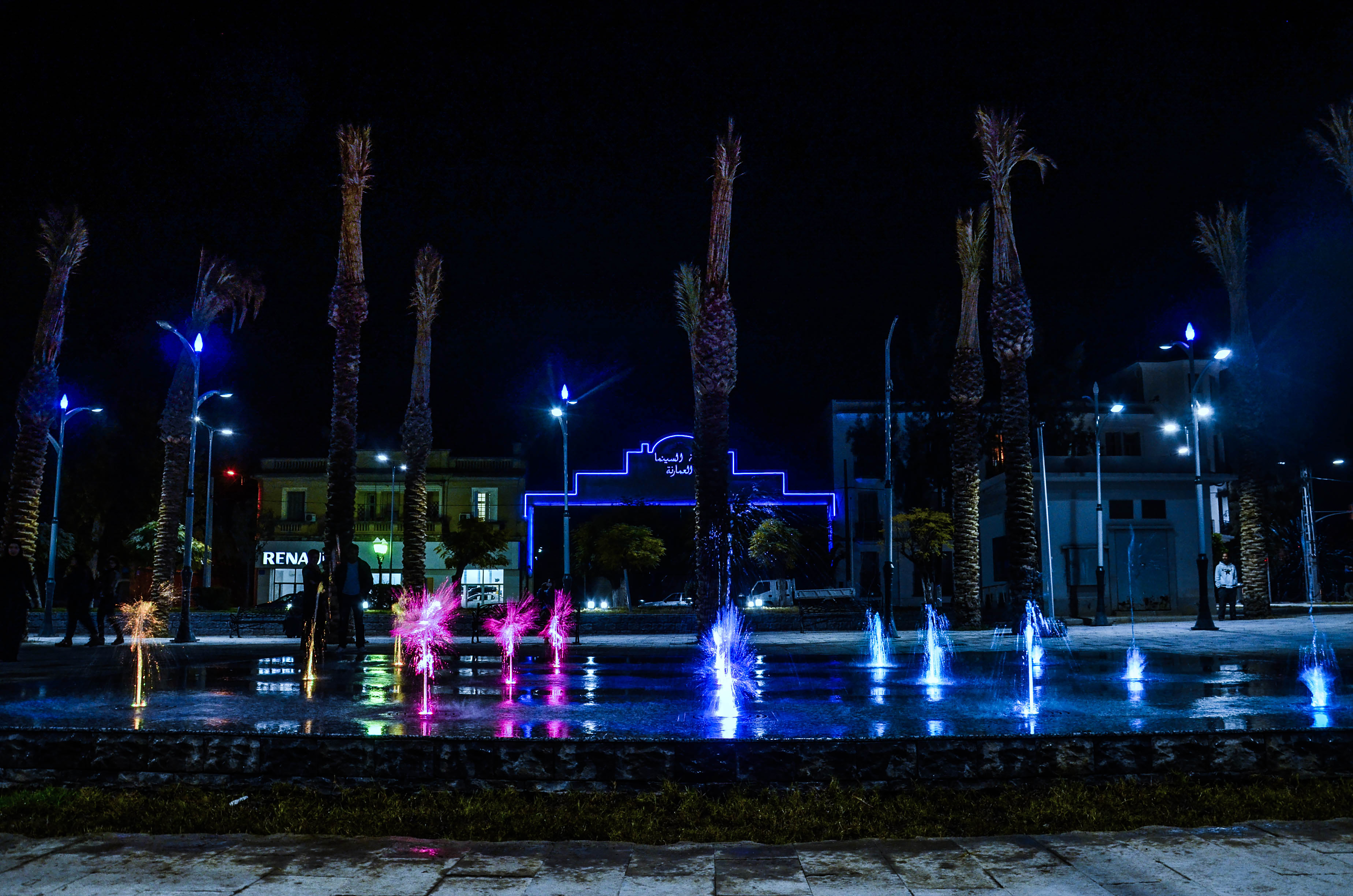
نهج فلسطين قرب نهج المقطع
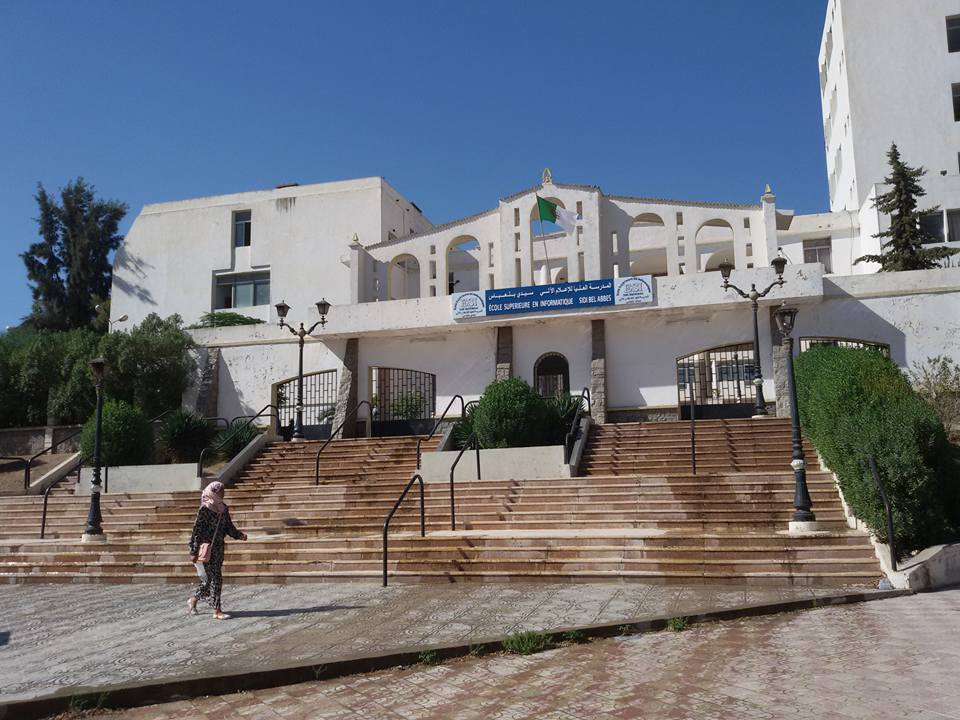
نهج فلسطين قرب مدرسة الإعلام الآلي
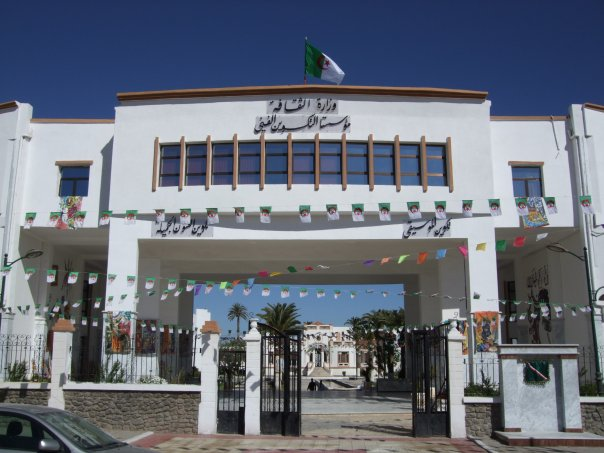
نهج فلسطين قرب مدرسة الفنون الجميلة

## الوصف
ينطلق نهج فلسطين ابتداء من عنوان «5، نهج العقيد عميروش» () لينتهي في عنوان «5، نهج مراد ديدوش» ().
ويتقاطع أثناء ذلك مع «شارع بلعباس بن ديدة» ()، ثم «شارع الأمير عبد القادر» ()، ثم «نهج محمد بورومي» ().
ويبلغ طوله 447 م (1,467 قدم) وعرضه 5 م (16 قدم)، ويتجه وفق خط مستقيم من الجنوب إلى الشمال.

## التاريخ
تم تدشين نهج فلسطين في عام 1962م بعد استقلال الجزائر.
ويقع هذا النهج قرب محطة قطار سيدي بلعباس.
ويوازي هذا النهج من الشرق «نهج الصومام» ومن الغرب «شارع بيت المقدس» في مدينة سيدي بلعباس.

## مكتبة الصور

بلدية سيدي بلعباس
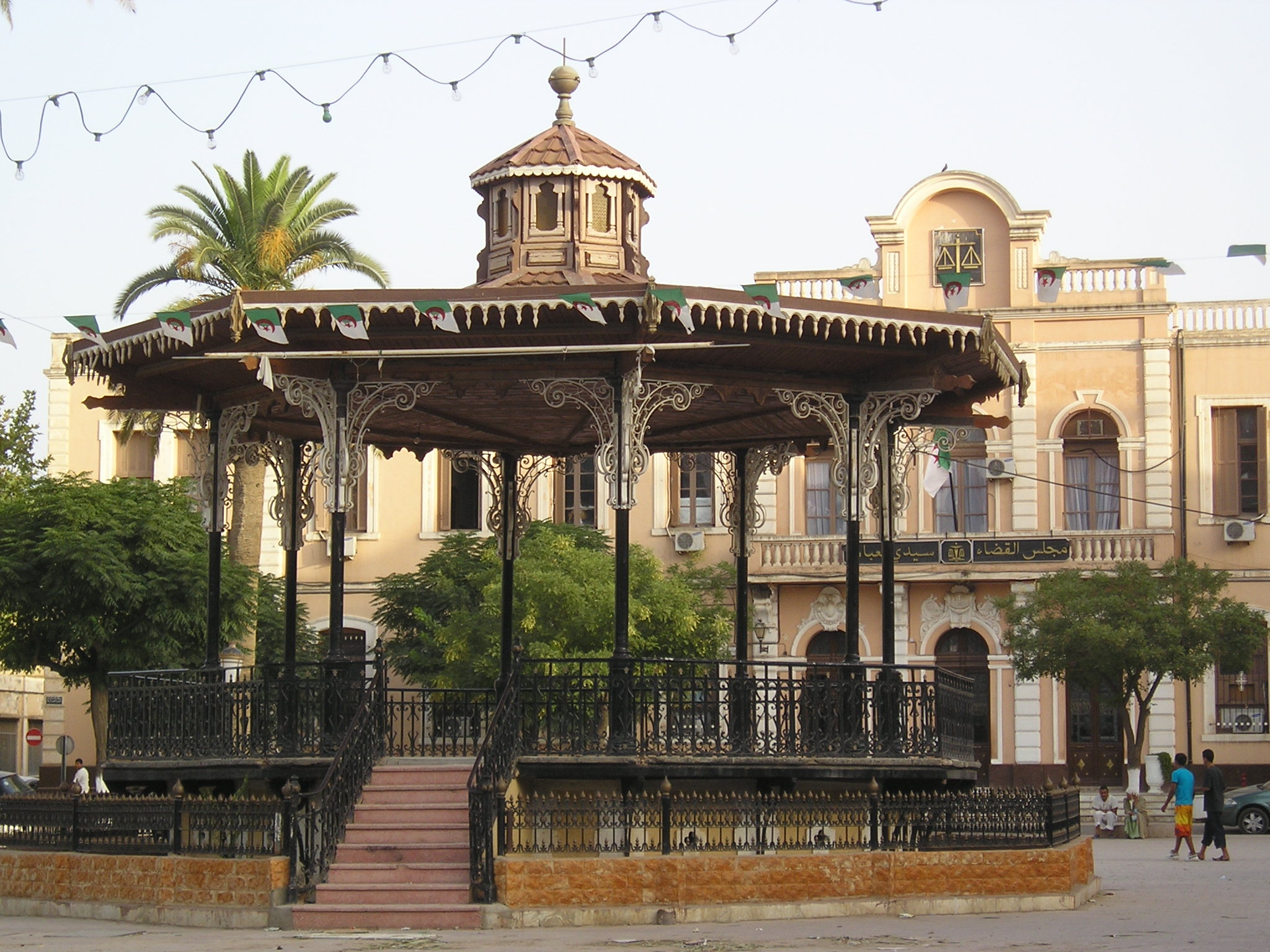
مدينة سيدي بلعباس
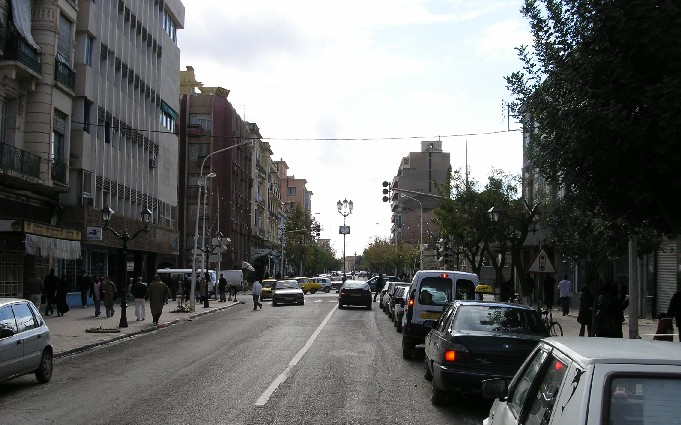
مدينة سيدي بلعباس
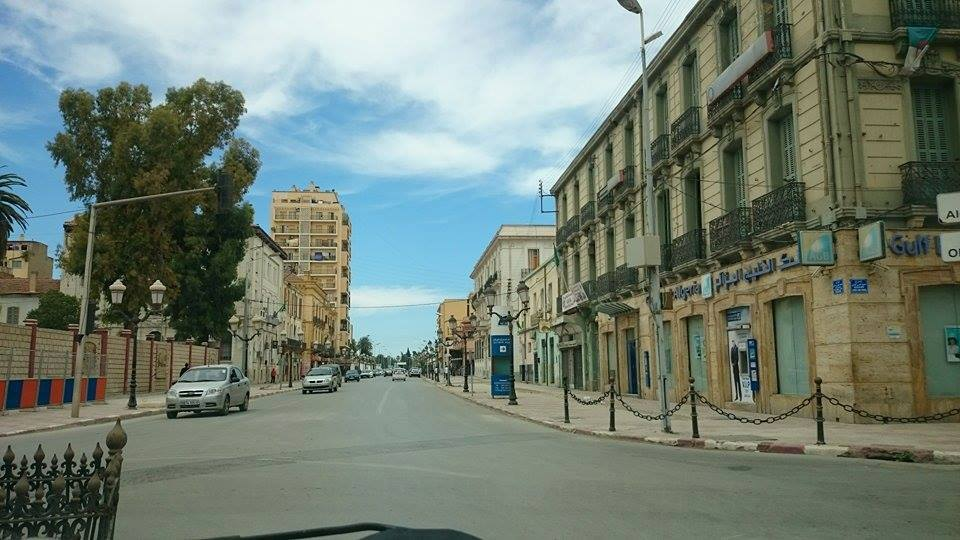
مدينة سيدي بلعباس
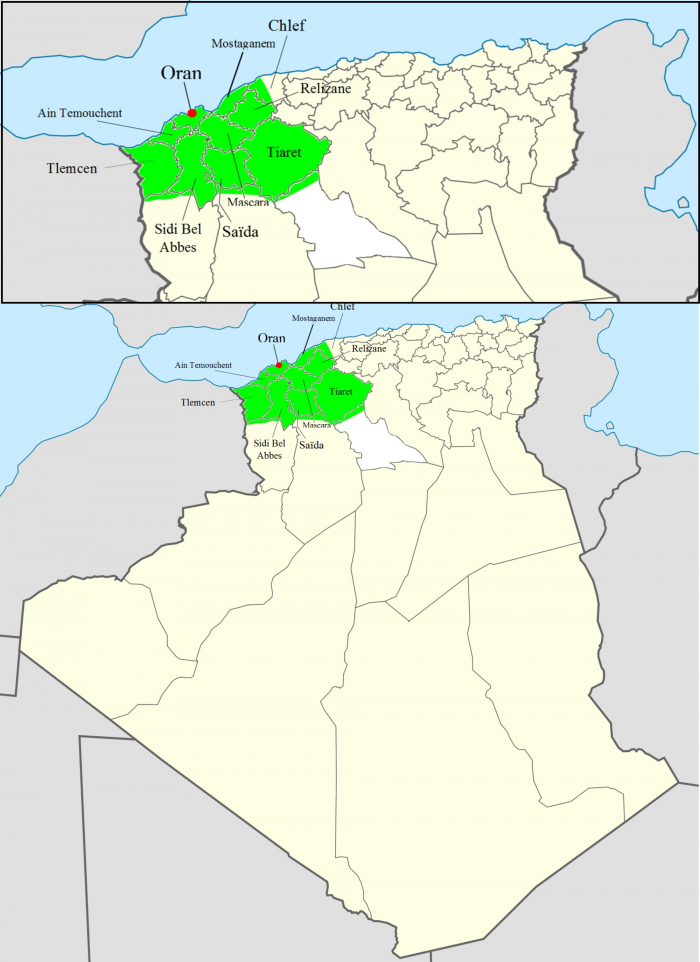
القطاع الوهراني

### مواضيع ذات صلة
- فلسطين
- القدس (توضيح)
- الأقصى (توضيح)
- غزة (توضيح)
- الضفة الغربية (توضيح)
- القطاع الوهراني

### وصلات خارجية
- صورة فضائية بواسطة خرائط جوجل